# 迟日大
迟日大（1969年11月—），男，汉族，中华人民共和国政治人物。现任吉林功承律师事务所主任，中华全国律师协会副监事长。第十三、十四届全国政协委员。